# جرج هاردی
جرج هاردی (انگلیسی: George Hardy؛ زادهٔ ۱۶ اکتبر ۱۹۵۴) بازیگر و دندان‌پزشک اهل ایالات متحده آمریکا است. وی از سال ۱۹۹۰ میلادی تاکنون مشغول فعالیت بوده است. او بازیگر فیلم ترول ۲ بود که آن را یکی از بدترین فیلم‌های ساخته‌شده می‌دانند.
هاردی در سال ۱۹۷۷ از دانشگاه آبرن فارغ‌التحصیل شد. او همچنین یک هلهله‌چی در دانشگاه آبرن بود. در آن زمان بود که به تئاتر علاقه‌مند شد و در کلاس‌های بازیگری شرکت کرد، اما فکرِ بازیگر شدن را کنار گذاشت زیرا می‌ترسید که این شغلی به دردخور نباشد. هاردی در نهایت دندانپزشک شد و در مطبی در سالت لیک سیتی مشغول به کار شد و همان جا بود که برای بازی در ترول ۲ تست بازیگری داد.